# Raymond Laurent
Raymond Ferdinand Louis-Philippe Laurent (16. maj 1917 - 3. februar 2005) var en belgisk herpetolog, med speciale i afrikanske og sydamerikanske padder og krybdyr. Han har publiceret mere end 200 videnskabelige artikler og bogkapitler. Flere arter er blevet opkaldt efter ham, senest er Phymaturus arten Phymaturus laurenti. 